# Rhein-Sieg-Eisenbahn

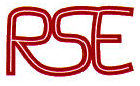
Historisches Logo der Rhein-Sieg Eisenbahn

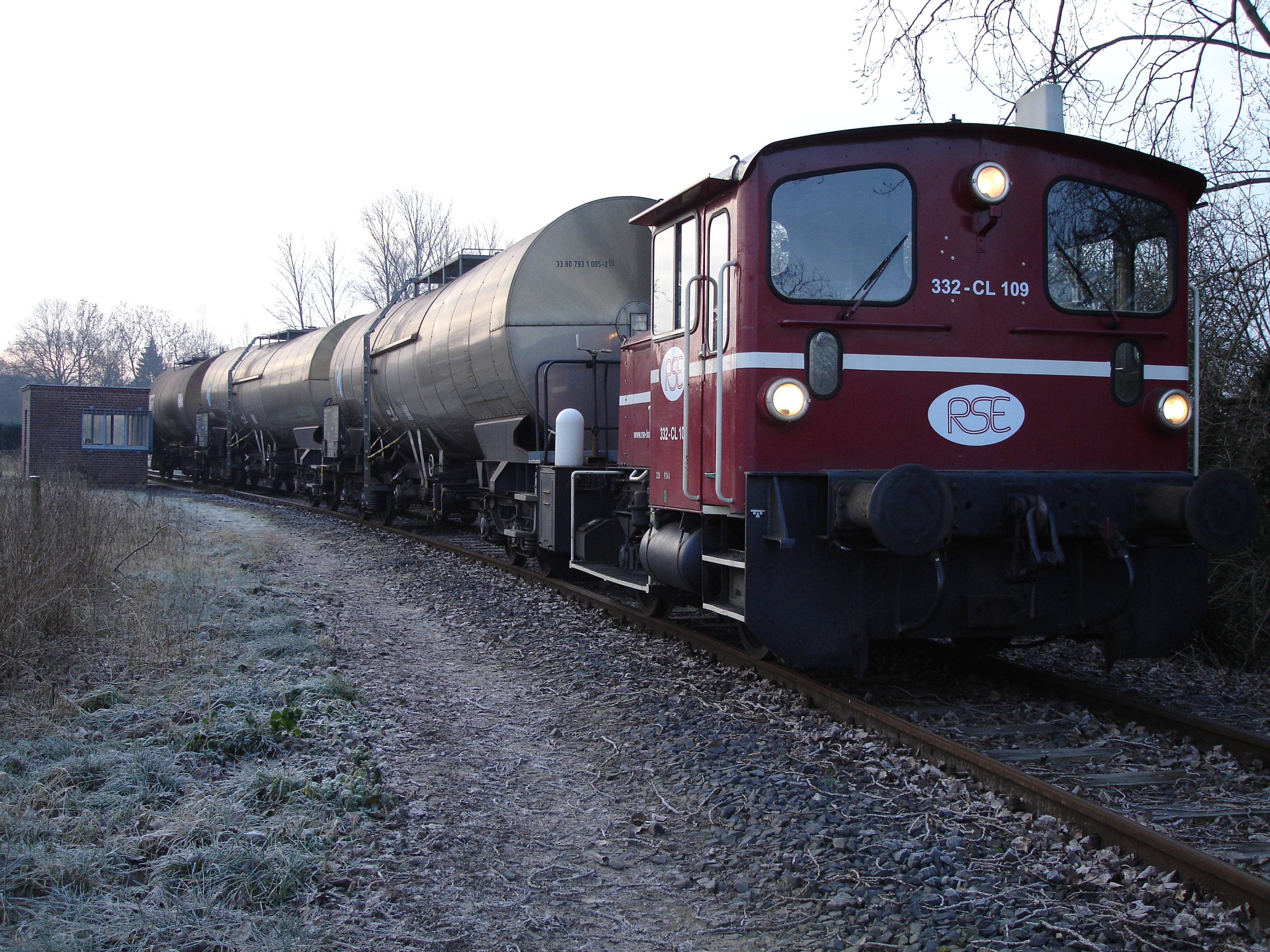
Lok der RSE in Oberbruch

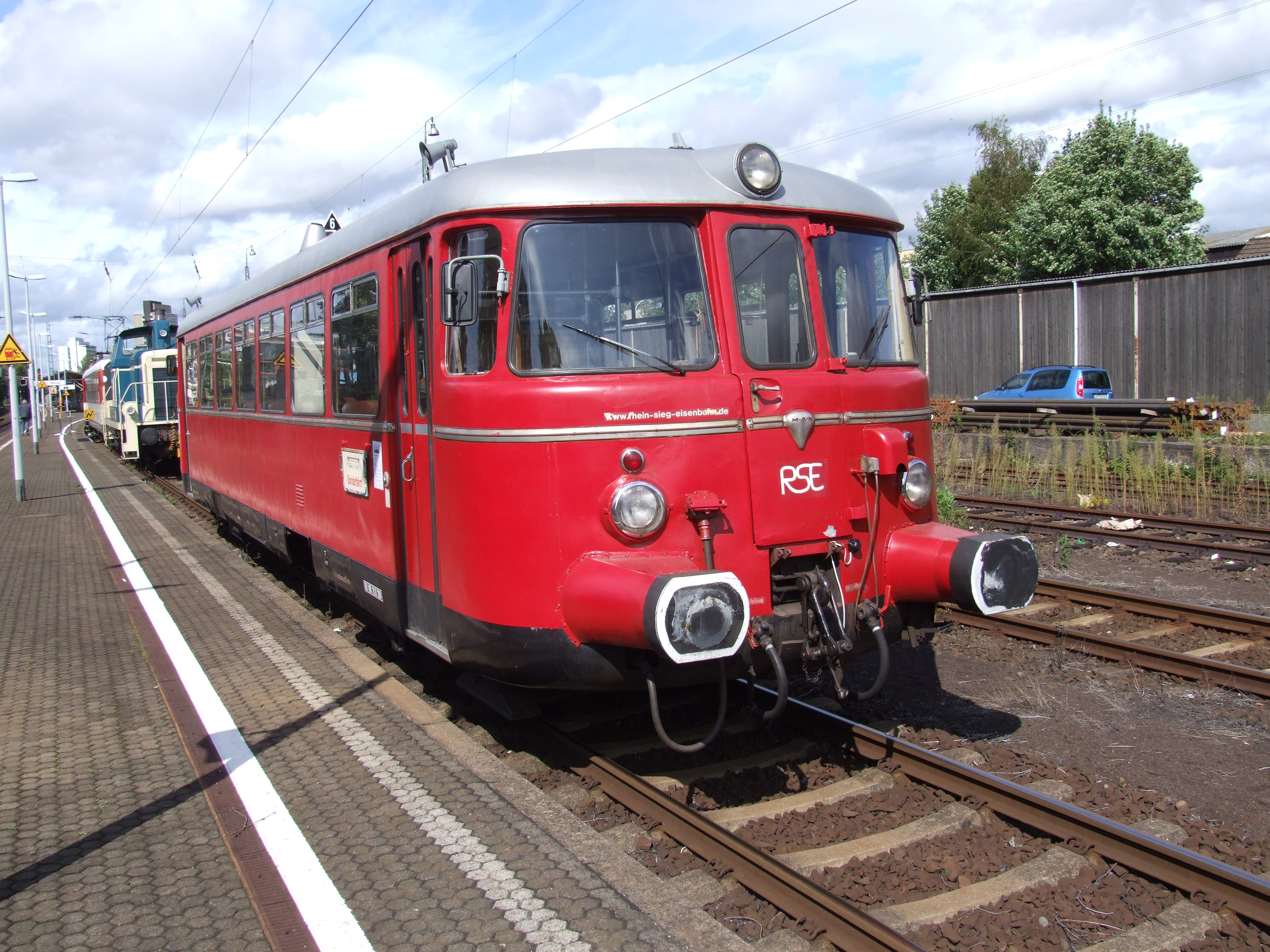
MAN VT 25 im Bahnhof Bonn-Beuel

Die RSE Rhein-Sieg-Eisenbahn GmbH (RSE) wurde 1994 vom Verkehrsclub Deutschland und interessierten Privatpersonen mit dem vorrangigen Ziel gegründet, die bedrohte Beueler Industriebahn zu erhalten. Inzwischen betreibt die RSE zahlreiche weitere Strecken.

## Eisenbahninfrastrukturunternehmen
Bis April 2024 betätigt sich die RSE bundesweit zum einen als Eisenbahninfrastrukturunternehmen für knapp 151 Kilometer Eisenbahnstrecken in drei Bundesländern (Stand: Januar 2024):
Bayern:
- Bahnstrecke Endorf–Obing (18,5 km)
- Bahnstrecke Eggmühl–Langquaid (10,3 km) Betriebsführung durch die RSE GmbH bis zum 31. Dezember 2024; zuletzt wegen Oberbaumängel betrieblich gesperrt
- Bahnstrecke Passau–Freyung (49,5 km) Betriebsführung durch die RSE GmbH bis zum 31. März 2024; seitdem Betriebsführung durch die Ilztalbahn GmbH
- Bahnstrecke Mühldorf–Pilsting (Abschnitt Neumarkt-Sankt Veit–Frontenhausen-Marklkofen; 23,2 km); seit dem 22. Mai 2018 offiziell stillgelegt

Niedersachsen:
- Bahnstrecke Rinteln–Stadthagen (20,4 km) Betriebsführung durch die RSE GmbH bis zum 28. Februar 2025; seitdem durch die Diepholzer Kreisbahn EVU GmbH; aktuell teilweise betrieblich gesperrt
- Bahnstrecke Rahden–Uchte (Museumseisenbahn; 25,3 km mit kleinem Streckenabschnitt in NRW) Betriebsführung durch RSE GmbH bis zum 31. Dezember 2023, seitdem eigenes EIU

Nordrhein-Westfalen:
- Kleinbahn Beuel – Großenbusch (Beueler Industriebahn: Bonn-Beuel RSE – Hangelar; 4,53 km); seit dem 24. Oktober 2024 ausschließlich Bonn-Beuel RSE offiziell stillgelegt
- Oleftalbahn (Kall – Hellenthal; 17,8 km); seit dem 16. Juli 2021 wegen Hochwasserschäden dauerhaft betrieblich gesperrt
- Wiehltalbahn (Osberghausen – Waldbröl; 23,6 km); Abschnitt Wiehl–Waldbröl aktuell aus betrieblichen Gründen gesperrt; September 2025 Abgabe beabsichtigt[4]
- Wissertalbahn (Hermesdorf – Morsbach (Sieg); 7,1 km); aktuell aus betrieblichen Gründen gesperrt; September 2025 Abgabe beabsichtigt
- Wuppertalbahn (Krebsöge – Wuppertal-Rauental; 18,8 km) – Betriebsführung durch RSE GmbH bis zum 15. April 2024, seitdem eigenes EIU

Im März 2007 hat die RSE mit der Ilztalbahn GmbH ein Kooperationsabkommen zur Rettung der Bahnstrecke Passau–Freyung vor der drohenden Entwidmung und zur Übernahme der Strecke geschlossen. Ein entscheidender Schritt war die Erteilung der Betriebsgenehmigung durch das Bayerische Staatsministerium für Wirtschaft, Infrastruktur, Verkehr und Technologie am 13. März 2009. Der Kooperationsvertrag wurde zum 31. Dezember 2022 durch die RSE GmbH gekündigt.
Die RSE reaktivierte die Strecke Menden-Hemer vorübergehend, um im Jahr 2010 den Schienenverkehr zur Landesgartenschau in Hemer zu ermöglichen. Danach wurde die Strecke zur Abgabe an Dritte ausgeschrieben und anschließend zum 1. November 2010 erneut stillgelegt.
Am 1. November 2008 erhielt die RSE nach der Übernahme des Streckenabschnitts Kall – Schleiden-Oberhausen der Oleftalbahn eine fünfzigjährige Betriebsgenehmigung, wobei der Abschnitt von Höddelbusch bis Schleiden Bahnhof ihr bereits seit 1999 gehörte. Bereits am 11. Dezember wurde die Betriebsgenehmigung auf die Gesamtstrecke bis Hellenthal ausgedehnt; seit dem 11. Dezember 2008 gehört der RSE auch die Reststrecke zwischen Oberhausen (Eifel) und Hellenthal.
Vom 1. August 2011 bis zum 28. Februar 2025 betrieb die RSE im Auftrag der Bückebergbahn-Gesellschaft die Bahnstrecke Rinteln–Stadthagen, die kurz vor der Stilllegung stand.

## Eisenbahnverkehrsunternehmen
Zum anderen agiert die RSE als Eisenbahnverkehrsunternehmen im Personen- und Güterverkehr auch auf anderen Strecken. Wurden im Januar 2011 noch die Güterverkehrsstellen Bonn-Beuel, Siegburg Siegwerk, Sindorf (in der Stadt Kerpen), Porz (Rhein) und Wiehl (alle in NRW) sowie Weißenthurm (Rheinland-Pfalz) bedient, blieben 2019 nur noch Bonn-Beuel und Weißenthurm mit regelmäßiger Bedienung.
Seit Juni 2007 bewirbt die RSE ihren Heimatbahnhof Bonn-Beuel als Railport Bonn. Unter der Internetadresse www.railport-bonn.de werden die logistischen Möglichkeiten des einzigen Güterbahnhofs in der Region Bonn skizziert.
Im Frühjahr 2007 hat die RSE mit der Nuon-Werksbahn des Chemieparks Oberbruch ein Joint Venture abgeschlossen. Auf dieser Grundlage arbeiten jeweils ein Lokführer der RSE und ein Rangierer der Nuon bei Verschubarbeiten auf dem Werksgelände Oberbruch zusammen. Statt der Dampfspeicherlok verkehrte nun eine Diesellok der RSE. Grund dafür war, dass die bisher für Rangierarbeiten eingesetzte Dampfspeicherlok der Bauart „Meiningen“ aufgrund der ablaufenden Frist ausgemustert werden musste.
Der Chemiepark Oberbruch erhoffte sich durch diese neue Zusammenarbeit höhere Flexibilität, Kontakte zu neuen Kunden und eine größere Auslastung für den Bahnbetrieb. Wegen Insolvenz und Verkauf einiger Unternehmen im Industriepark Oberbruch liegt die Kooperation der RSE mit Nuon derzeit auf Eis. (siehe auch: Wurmtalbahn)

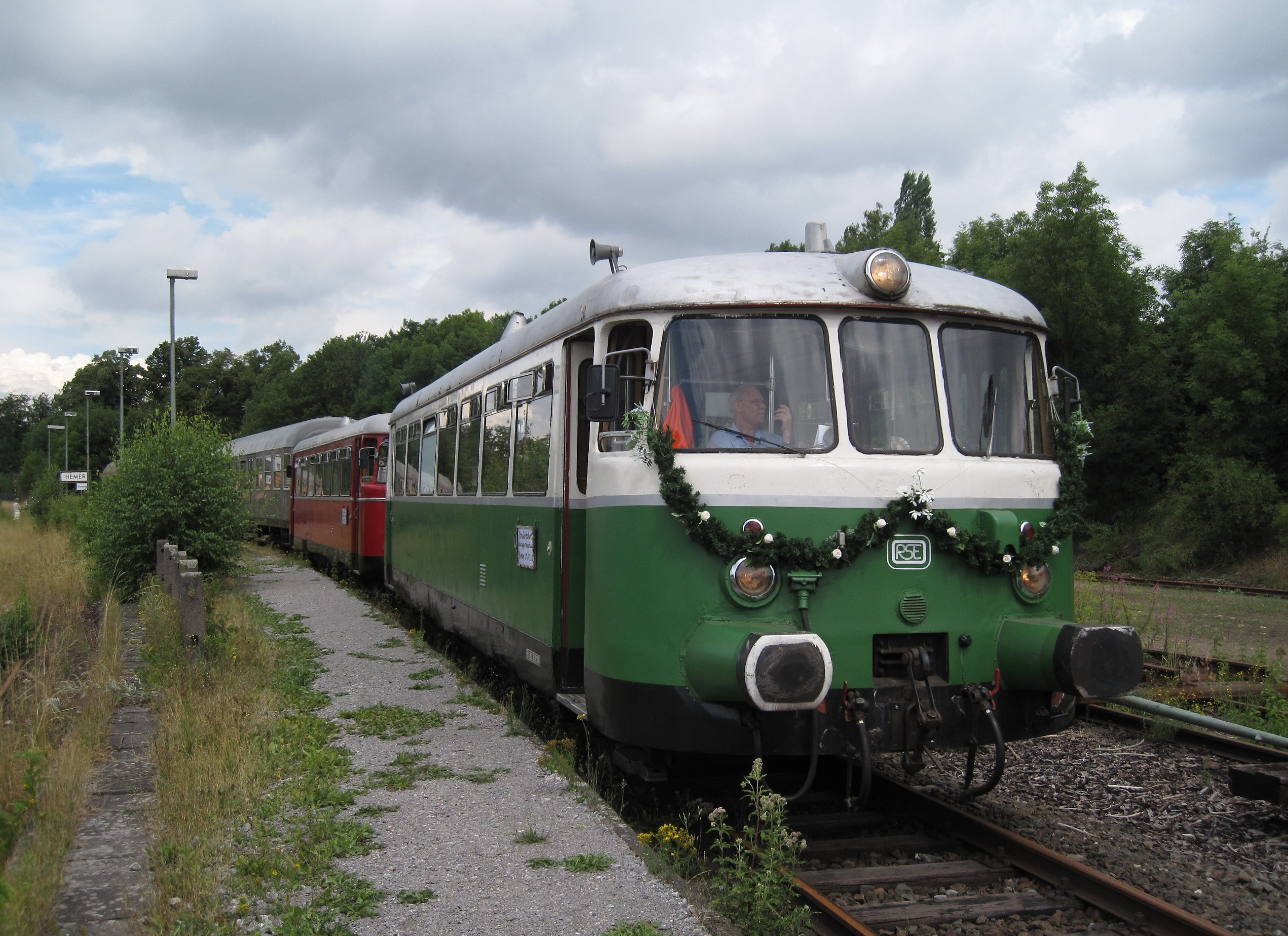
Sonderfahrt auf der Strecke Menden–Hemer zur Landesgartenschau Hemer mit unter anderem dem „VT 23“

Schon seit 1994 wird auf der Strecke Bonn-Beuel (RSE) – Pützchen bzw. Hangelar – Pützchen zum Volksfest Pützchens Markt (jeweils am 2. Septemberwochenende von Freitag – Dienstag) ein eigenwirtschaftlicher SPNV angeboten. Die Züge fahren überwiegend im Halbstundentakt zwischen den Endpunkten und dem Haltepunkt Pützchen, der mitten im Festgelände liegt. Seit Beginn der Corona-Pandemie wurden diese Fahrten nicht mehr angeboten. Letztmalig fanden somit 2019 diese Fahrten dort statt. Am 4. April 2024 veröffentlichte die Rhein-Sieg-Eisenbahn im Bundesanzeiger ihre Absicht zur Stilllegung der Strecke. Dem Antrag wurde am 24. Oktober desselben Jahres stattgegeben.